# 兰博基尼盖拉多
林寶堅尼Gallardo（英語：Lamborghini Gallardo）是兰博基尼于2003年至2013年生产的一款超级跑車，也是林寶堅尼產量最大的產品，上市三年就已經超過8,588輛。每輛售價約180,000到210,000美元。本車是藍寶堅尼歷來最暢銷的產品之一，累積總數達到四萬輛。其中一個原因是本車性能超卓當中仍然不算過難駕馭，而價格在同級超跑中偏低，其性價比直到日產GT-R出現後才被趕上的。

## 名稱
繼承上代車款Jalpa的命名方式，本車車名同樣源自一頭著名的西班牙鬥牛，西班牙語發音為（/ɡaɪˈjɑːrdoʊ/），類近gai-YAH-doh。故此本車名字其實應譯為“蓋雅多”。

## 簡介
盖拉多提供兩種變速系統可以選購分別是（H-Box）六段手排，或是更先進的六段電子液壓半自排又稱為「機械人手排」，另外還有一種「E-gear」科技 允許駕駛人用更快速度操作手排。駕駛人可以用駕駛盤後的撥片快速操作手排，還能操作手動離合器。
在MY2006（2005年底）發表會，林寶堅尼公佈Gallardo SE版修正了媒體的一些批評點。排氣系統改為中央式，懸吊系統修正於更吻合煞車盤，馬力增加20 bhp，當然最大改變是低車身。這種加強版車各方面都更好，刹车更快、啟動也更快。
Audi R8 跑車於2007上市，是基於Gallardo底盤加上4.2 V8取代Gallardo V10引擎後誕生的。2008年12月，Audi 公佈V10版 Audi R8，使其R8基本性能和Gallardo幾乎一樣。
2008，年Gallardo 又加裝了車內電腦設備可以支援iPod用USB連線。
Gallardo可細分為前期版與後期版，主要以大燈、尾燈分辨

## 停產
2013年，藍寶堅尼宣布 Gallardo停產,由新繼承者Huracan取代
而Gallardo成為最後一款採用手動變速箱的超級跑車。

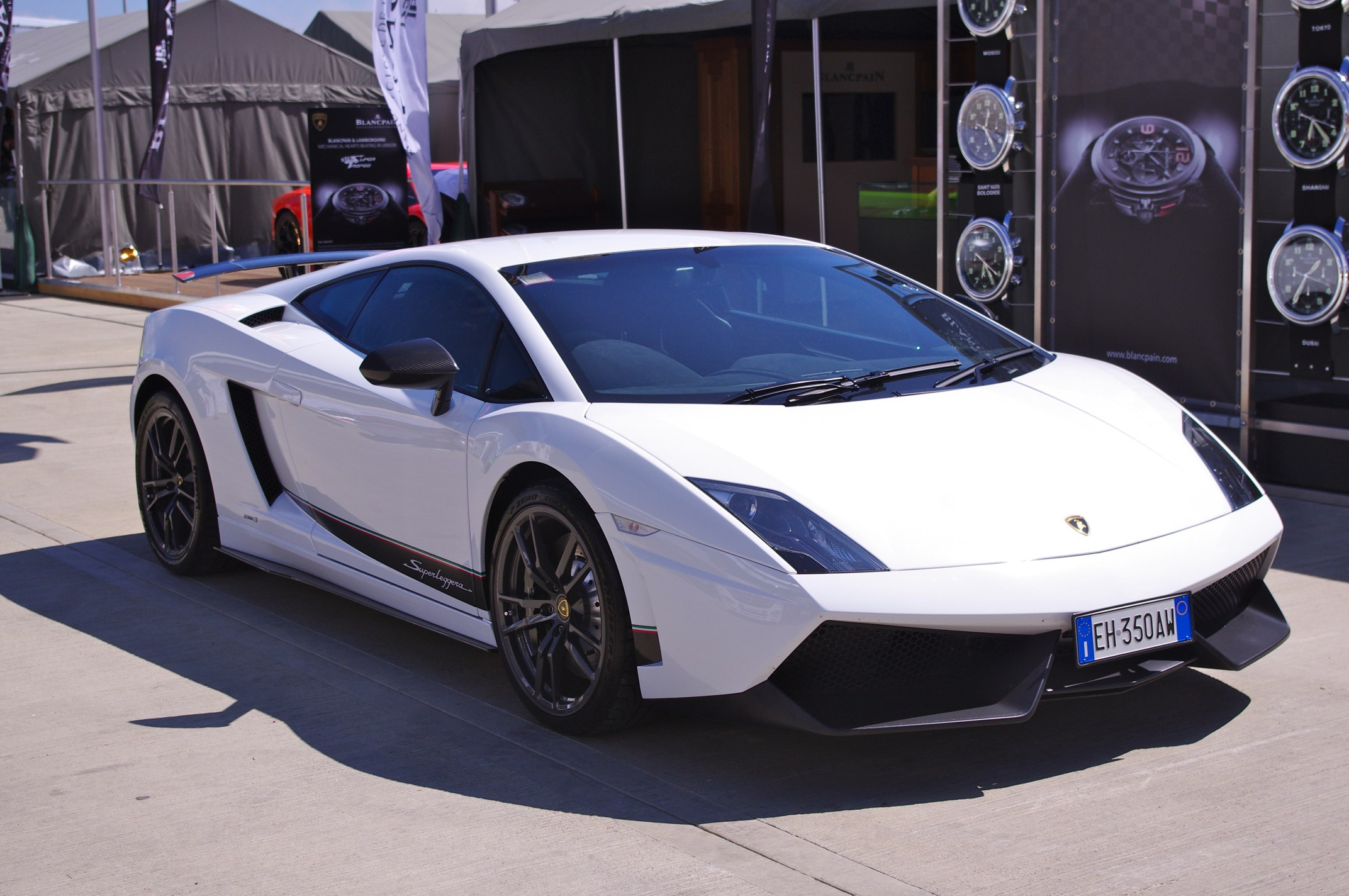
Lamborghini Gallardo LP 570-4 Superleggera

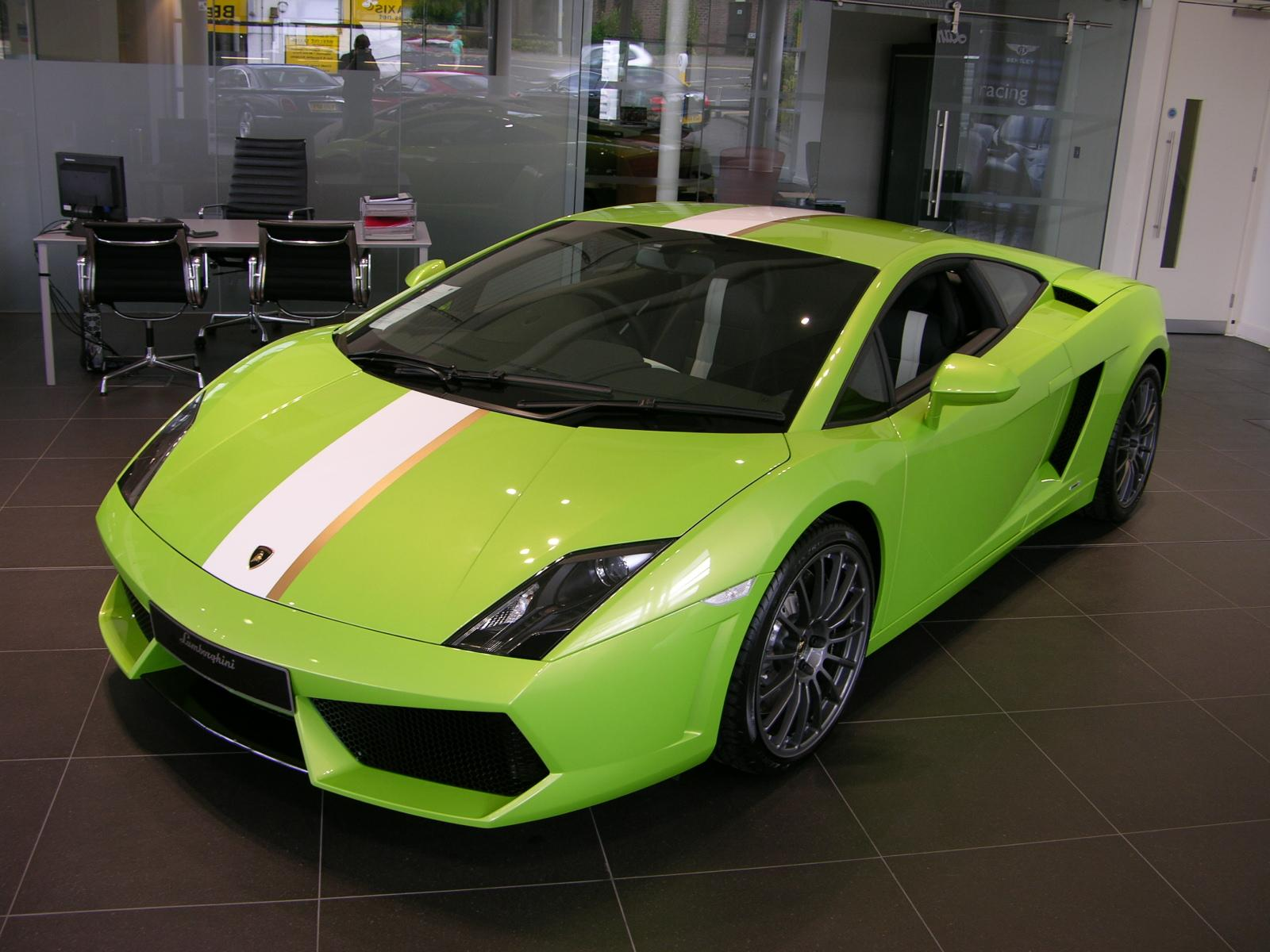
Lamborghini Gallardo LP550-2 Valentino Balboni

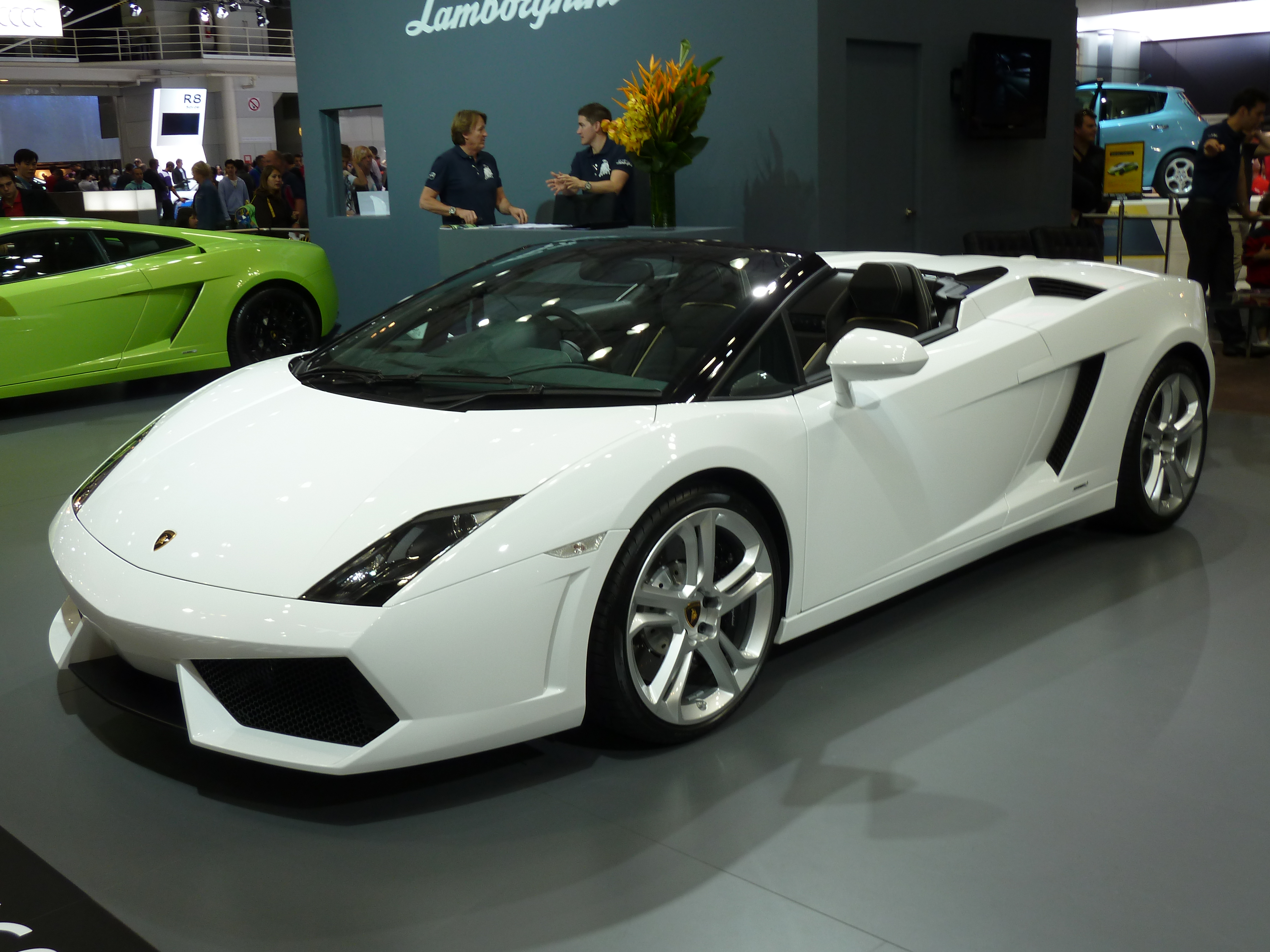
Lamborghini Gallardo LP560-4 Spyder

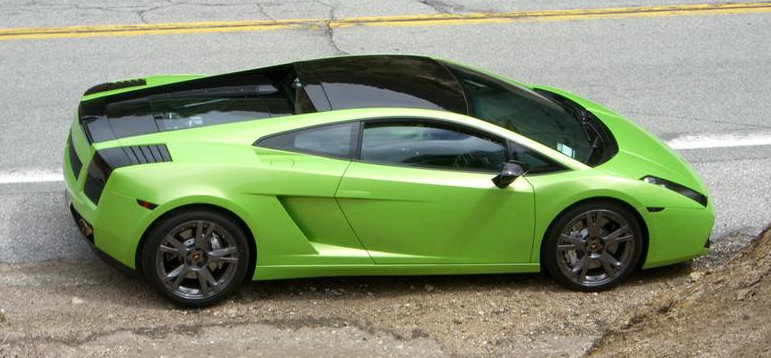
Lamborghini Gallardo SE

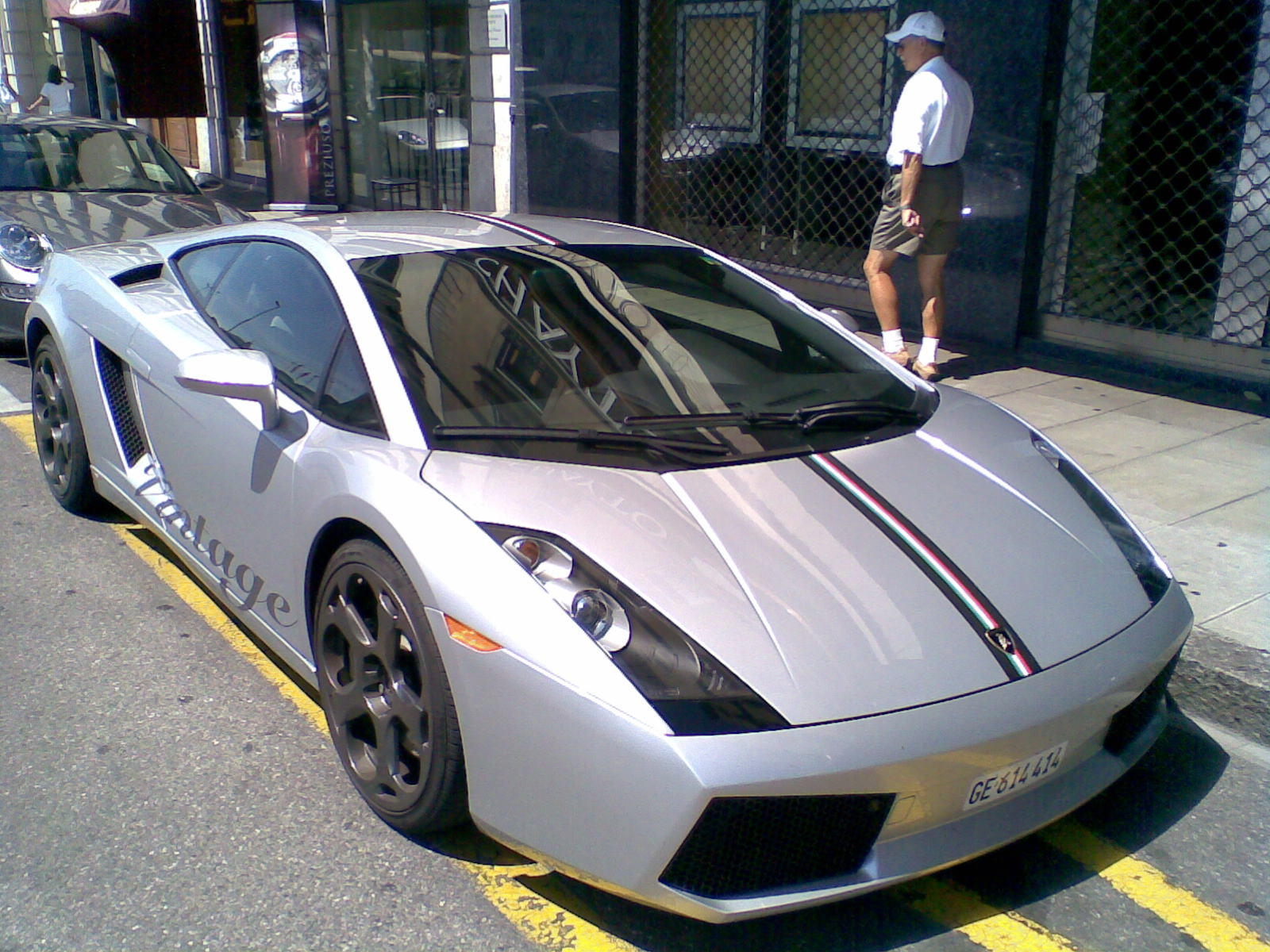
Lamborghini Gallardo 2003-2008

## 外部連結
- 林寶堅尼汽車有限公司 （Automobili Lamborghini S.p.A.）（页面存档备份，存于）
- Lamborghini Registry （页面存档备份，存于）
- Lambocars Cars，the enthusiast site （页面存档备份，存于）
- Lamborghini by KLD Concept (Photos ，vidéos ，etc。.) （页面存档备份，存于）